# اچ‌ام‌اس گرولاینز (دی۲۴)
اچ‌ام‌اس گرولاینز (دی۲۴) (به انگلیسی: HMS Gravelines (D24)) یک کشتی بود که طول آن ۳۷۹ فوت (۱۱۶ متر) بود. این کشتی در سال ۱۹۴۴ ساخته شد.